# Sarah Günther
Sarah Günther, född den 25 januari 1983 i Bremen i Tyskland, är en tysk fotbollsspelare. Vid fotbollsturneringen under OS 2004 i Aten deltog hon i det tyska lag som tog brons. 